# Elecciones estatales de Quintana Roo de 2019
Las Elecciones estatales de Quintana Roo de 2019 se llevaron a cabo el domingo 2 de junio de 2019, para renovar a los 25 escaños del Congreso del Estado, de los cuales 15 fueron elegidos por mayoría relativa y 10 por representación proporcional.

## Resultados
|  | 26.27 % |

|  | 18.04 % |

|  | 12.24 % |

|  | 7.50 % |

|  | 5.63 % |

|  | 5.54 % |

|  | 5.36 % |

|  | 4.07 % |

|  | 3.66 % |

|  | 3.37 % |

|  | 1.43 % |

|  | 6.82 % |

|  | 100 % |

### Distrito 1. Kantunilkin
|  | 29.73 % |

|  | 16.41 % |

|  | 16.06 % |

|  | 12.74 % |

|  | 7.87 % |

|  | 5.53 % |

|  | 5.40 % |

|  | 0.95 % |

|  | 5.20 % |

|  | 0.12 % |

|  | 100 % |